# Bitka pri Bileći
Bitka pri Bileći je bil vojaški spopad med roparskimi oddelki Osmanskega cesarstva pod poveljstvom Lala Şâhin paše in oddelki Kraljevine Bosne pod poveljstvom Vlatka Vukovića in Radiča Sankovića.  Vojski sta se spopadli 27. avgusta 1388 v bližini Bileće. Bitka se je končala s popolnim porazom Turkov,  Lala Şâhin paša pa se je rešil z begom. Izgube na zmagovalni strani so bile neznatne.  Po bitki so turški vpadi v Bosno za nekaj časa prenehali. 
Bitka je na prebivalstvo naredila velik vtis, o čemer priča napis, vklesan na grobu Vlatka Vukovića v Boljunih:
"Tukaj leži dobri človek Vlatko Vuković. Vojvoda Vlatko je premagal Turke pri Bileći 27. avgusta 1388."
Manj kot leto dni kasneje se je velika osmanska vojska na Kosovskem polju spopadla z združeno srbsko vojsko. Na njenem levem krilu so bili oddelki bosanskega kralja Tvrtka I. Kotromanića pod poveljstvom Vlatka Vukovića.